# Tứ chính cần
Tứ chính cần hay Chính tinh tiến trong Bát chính đạo, nghĩa là bốn trạng thái tinh tiến.